# منصة تداول إلكترونية

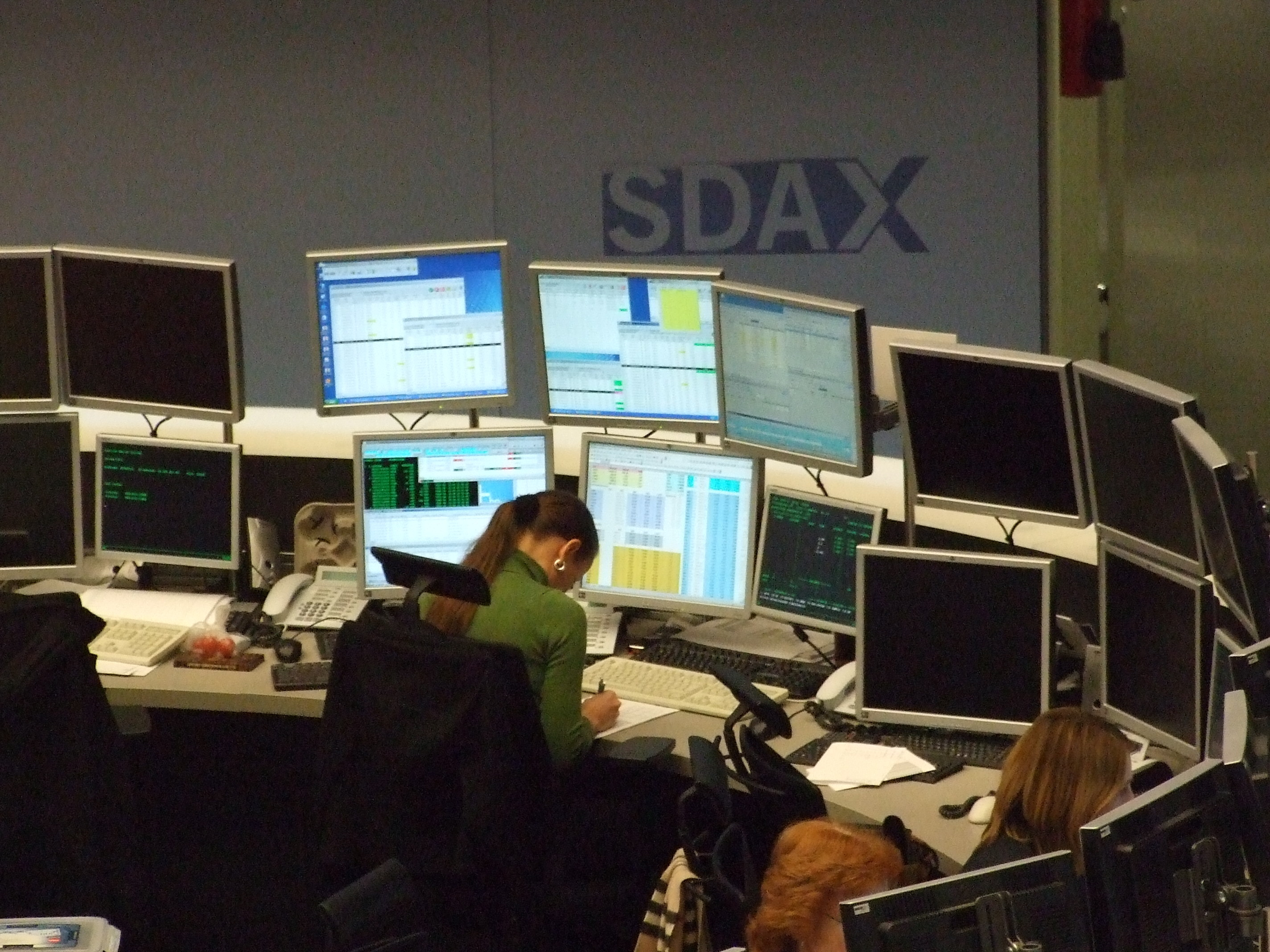
منصة تداول إلكترونية يتم استخدامها في البورصة الألمانية.

في مجال التمويل، تُعرف منصة التداول الإلكترونية (بالإنجليزية: Electronic trading platform) أيضًا تُعرف باسم منصة التداول عبر الإنترنت، وهي عبارة عن برنامج كمبيوتر يمكن استخدامه لإرسال أوامر بيع وشراء للمنتجات المالية مثل الأسهم عبر شبكة مع وسيط مالي. يمكن تداول العديد من المنتجات المالية من خلال منصة التداول عبر شبكة اتصال مع وسيط مالي أو مباشرة بين المشاركين أو أعضاء منصة التداول، ويمكن أن تشمل منتجات مثل الأسهم والسندات والعملات والسلع والمشتقات وغيرها، وتتم تلك الصفقات مع وسيط مالي مثل الوسطاء (بروكرز) أو صناع السوق أو المصارف الاستثمارية أو البورصات. تسمح مثل هذه المنصات بقيام مستخدميها بعمليات التداول الإلكتروني من أي مكان وهي على عكس التداول التقليدي الذي تتم عمليات التداول فيه عبر المزادات العلنية والتداول عبر الهاتف، في بعض الأحيان، يتم استخدام مصطلح منصة التداول أيضًا للإشارة إلى برنامج التداول وحده.
تقوم منصات التداول الإلكترونية عادةً بعرض أسعار السوق الحية على منصاتها والتي يمكن للمستخدمين التداول عليها وقد توفر أدوات تداول إضافية مثل الرسوم البيانية وموجز الأخبار ووظائف إدارة الحساب. تم تصميم بعض المنصات خصيصًا للسماح للأفراد بالوصول إلى الأسواق المالية التي كان لا يمكن الوصول إليها سابقًا إلا من قبل الشركات التجارية المتخصصة، قد يتم تسمح بعض المنصات التداول باستراتيجيات محددة تلقائيًا بناءً على التحليل الفني أو للقيام بتداول عالي التردد.
عادة ما تكون منصات التداول الإلكترونية متوافقة مع الأجهزة المحمولة ومتاحة لأنظمة ويندوز وآي أو إس وأندرويد.

## نظام التداول الإفتراضي
هي منصة رقمية تحاكي أسواق الأسهم بحيث يمكن للمستخدم من خلالها تداول الأوراق المالية بلا مخاطر مطلقا كونها عمليات افتراضية بمحفظة مالية غير حقيقة.
نظام التداول الافتراضي أو التداول عبر الإنترنت هو تجربة تثقيفية تم تصميمه بواجهة سهلة الإستخدام يستعرض جداول ورسوم بيانية مفصلة مما يسهّل متابعة وتحليل أداء السوق، كما يوفر فرصة لمراجعة القرارات الاستثمارية مما يجعله أداة فعالة للتدريب على التداول بشكل يحاكي أرض الواقع بدون التعرض للمخاطر.
من أنظمة التداول الافتراضية التي يمكن تجربتها في العالم العربي نظام «طبق» الذي تقدمه تداول السعودية.

## أصل الكلمات
يستخدم مصطلح «منصة التداول (trading platform)» بشكل عام لتجنب الالتباس مع «نظام التداول» والذي يرتبط غالبًا بطريقة أو إستراتيجية التداول وليس نظام الكمبيوتر المستخدم لتنفيذ الأوامر داخل الدوائر المالية. في هذه الحالة، فمصطلح «المنصة (platform)» يشير إلى نوع من أنظمة الحوسبة أو بيئة التشغيل مثل قاعدة البيانات أو غيرها من البرامج المحددة.

## التطور التاريخي
جرت العادة على التعامل مع المعاملات يدويًا بين الوسطاء أو الأطراف المقابلة، ومع ذلك بدءًا من السبعينيات انتقل جزء أكبر من المعاملات إلى منصات التداول الإلكترونية، قد تشمل المنصات شبكات الاتصالات الإلكترونية (Electronic communication network) وأنظمة التداول البديلة (Alternative trading system) و «المجمعات المظلمة (Dark pool)» وغيرها.
ارتبطت منصات التداول الإلكترونية في بداياتها بأسواق الأوراق المالية وسمحت للوسطاء بتقديم الطلبات عن بُعد باستخدام شبكات مخصصة وطرفيات بكماء "dumb terminals" . لم تكن توفر الأنظمة الأولية دائمًا أسعارًا حية مباشرة، وبدلاً من ذلك سمحت للوسطاء أو العملاء بتقديم طلب سيتم تأكيده لاحقًا؛ عُرفت هذه باسم الأنظمة القائمة على «طلب بيان الأسعار».
تطورت أنظمة التداول للسماح بأسعار حية وتنفيذ فوري للأوامر بالإضافة إلى استخدام الإنترنت كشبكة أساسية مما يعني أن موقع المتداول الجغرافي لم يعد شرطا للتداول. بعض منصات التداول الإلكترونية مدمجة في أدوات البرمجة النصية (scripting tools) وحتى واجهة برمجة التطبيقات (APIs) التي تسمح للمتداولين بتطوير روبوتات وأنظمة تداول آلية أو حسابية.[بحاجة لمصدر]
يمكن استخدام الواجهه الرسومية الخاصة بالعميل لمنصات التداول الإلكترونية للقيام بأوامر مختلفة ويطلق عليها أحيانًا اسم أبراج التداول (Trading turret) (على الرغم من أن هذا قد يكون إساءة استخدام للمصطلح، حيث يشير البعض أن المصطلح يقصد به هواتف PBX المتخصصة التي يستخدمها المتداولون).
خلال الفترة من 2001 إلى 2005، وبعد تطور وانتشار منصات التداول بدء إنشاء بوابات تداول عبر الإنترنت (online trading portals) وهي مواقع إلكترونية على الإنترنت يمكن من خلالها استخدام العديد من منصات التداول الإلكترونية بدلاً من أن تقتصر على العروض مؤسسة واحدة. 